# 林佩琦
林佩琦（英文：Emily Lim，1982年8月5日—），出生于马来西亚马六甲，是马来西亚知名女演员，主持人与广告模特儿。2005年，参选马来西亚ASTRO国际华裔小姐竞选获得亚军、完美体态小姐和优雅小姐而出道。2006年，参演本地时装版电视剧《原点》，这是她的首部电视剧作品。2019年，凭本地电影《姐妹》荣获马来西亚吉隆坡影评人协会最佳女主角。

## 簡歷

### 早年经历
林佩琦出生在峇峇娘惹家庭，然而父亲因欠债落跑，被大耳窿上门追债。为了减轻家里的负担，她积极争取奖学金，也四处打工还债。后来被选美比赛奖金的吸引，毅然报名参加，最后如她所愿，拿下马来西亚ASTRO国际华裔小姐亚军，还清部分债务。之后，林佩琦也到一家工程公司上班，因选美赛获到观众的瞩目，广告商和电视剧监制陆陆续续开始邀约她参于。在与公司老板鼓励与商量之后決定辞去厚薪的全职，于2006年决定加入广告模特界与演艺圈。

### 事业发展
2006年，林佩琦获得在马来西亚开设制作公司新传媒监制袁树伟的青睐，参演由新马两家电视台打造的首部自制电视剧《原点》，表现可圈可点。同年，她获得新传媒更多的邀约表演机会，参演多部本地电视剧，如《情有可缘》、《美丽的气味》、《星光灿烂》、《都市恋人的追逐》、《幸福满贯》等等。同时，林佩琦也获得很多广告商的青睐，接拍了不少亮眼的广告作品。
2009年，林佩琦获得演艺生涯的第一次好机会，正式当上《家在半山芭》女主角之一，在本地电视台ntv7播出。2010年，她主演电视剧《血蝴蝶》，因感自己演技未成熟深感压力，加上时常被要求保持纤瘦身形，曾采用了偏激减肥方法，导致荷尔蒙失调，身材走形。后来患上忧郁症，将近一年时间没办法演出，所幸在她最困难的时候，既拍《血蝴蝶》时，与现任老公袁锦伦结缘并开始交往，一直在她身旁鼓励与支持，让她逐渐重拾信心与摆脱困挠。
林佩琦的演艺事业也开始逐步有了起色与转变，在这2011-2019期间，她主演了多部家喻户晓的本地电视剧，《庭外和解》、《男婚女嫁II》、《重案狙击》、《法内情》、《转捩点》、《圆满爱上你》、《娘惹相思格》、《逆行者》、《师出名门》等等。为了增进自己的演技，她在2012年到了美国进修电影表演。同时，因为荷尔蒙失调与身材走样，她也修读营养学去增加对一般营养学的知识，了解人体营养规律和改善日常膳食质量，在2013年考获营养师资格。
2018年，她获得出演机会由James Lee 李添兴导演所执导的惊悚电影《姐妹》，凭个人精湛的表现，荣获马来西亚吉隆坡影评人协会最佳女主角以及入围第三十届马来西亚电影节最佳女主角。电影《姐妹》也到中国金鸡奖、第21届意大利乌甸尼远东电影节等大型电影盛事参展，备受外界赞赏。

## 演出作品

### 電視劇（马来西亚）
| 首播   | 剧名            | 角色          | 性質           |
| 2006年 | 原点            |               | 客串           |
| 2006年 | 情有可缘        |               | 客串           |
| 2007年 | 美丽的气味      | 诗韵          | 女配角         |
| 2008年 | 都市恋人的追逐  |               | 女配角         |
| 2008年 | 幸福满贯        |               | 女配角         |
| 2009年 | 家在半山芭      |               | 第一女主角     |
| 2009年 | 平底高跟鞋      |               | 女配角         |
| 2010年 | 星光灿烂        |               | 女配角         |
| 2010年 | 血蝴蝶          | 贺靖淳        | 三大女主角之一 |
| 2011年 | 渔米人家        |               | 女配角         |
| 2011年 | 天幕谜情        | Ivy           | 三大女主角之一 |
| 2012年 | 庭外和解        | 何乐儿        | 两大女主角之一 |
| 2013年 | 浴女图          |               | 五大女主角之一 |
| 2014年 | 单恋双城        |               | 客串           |
| 2014年 | 日落洞 (电视剧) |               | 女配角         |
| 2014年 | 男婚女嫁II      | 林宝儿        | 四大女主角之一 |
| 2014年 | 重案狙击        | 夏薇          | 三大女主角之一 |
| 2015年 | 差三公分想爱你  | 陈淑芬        | 客串           |
| 2015年 | 法内情          | 陈敏儿        | 三大女主角之一 |
| 2015年 | 转捩点          | 王小凡        | 两大女主角之一 |
| 2015年 | 假面            | 刘语恩/刘语童 | 单元女主角     |
| 2016年 | 爱要怎么说      | 顾烨          | 女配角         |
| 2016年 | 重案狙击II      | 雪莉          | 特别演出       |
| 2016年 | 圆满爱上你      | 罗思兰        | 两大女主角之一 |
| 2017年 | 法网天后        | Amy           | 女配角         |
| 2018年 | 爱屋吉屋        | 陶美美        | 女配角         |
| 2018年 | 娘惹相思格      | 谢丽莎        | 四大女主角之一 |
| 2019年 | 逆行者          | 方安莹        | 四大女主角之一 |
| 2020年 | 师出名门        | 简曼如        | 三大女主角之一 |
| 2020年 | 模範家庭        | 宜真          | 四大女主角之一 |

### 电影
| 上映年份 | 片名      | 角色   | 导演          | 合作演员                               | 備註     |
| 2008     | 林明别恋  |        | 黎启源        | 黄志强、葉良財、陈英丽、王淑君、李洺仲 |          |
| 2013     | 爆3俏娇娃 |        | 卓韵芝        | 周秀娜、卢颂之、余晓彤、童冰玉、徐天佑 | 香港电影 |
| 2014     | 偷情      |        | 胡明进        | 葉良財、李承运、陈美君、钟国强、丁仕匀 | 独立电影 |
| 2016     | KL Wagan  | Olivia | 彼金·依布拉欣 | 彼金·依布拉欣、法依扎·胡先、陈香郿     | 马来电影 |
| 2019     | 姐妹      | 美思   | 李添兴        | 林美芬                                 |          |

### 短片
- 2013：幻日 - 鬼節三重門系列[9]
- 2014：楼上的女人[10]
- 2016：她[11]
- 2016：引火线之末[12]

### 主持
- 我爱吉隆坡演唱会
- NTV7 Good Morning Tai Tai Breakfast Show
- The 2nd Asia Success Award Gala Dinner
- 2012马来西亚国际女士选美竞赛
- Start Society “I Believe” 2011 Charity Concert
- Cellnique 上海年度晚宴
- Euro Asia Chinese Golf Association Auction Gala night
- Euro Asia Chinese Golf Association Invitational Friendship & Charity Golf Competition Award night
- I-choice 网络杂志上线开幕
- 母亲节最强妈妈竞赛
- 宝光珠宝展览会
- Glenmarie Cove 房屋地产开幕
- Mah Sing 集团房屋地产年度晚宴
- Malaysia Corrugated Carton Manufacturers’ Association 晚宴
- Federation of Goldsmiths and Jewelers Association of Malaysia Appreciation Night
- World Vision Nutrition Talk “Malnutrition in Metropolitan City” in Year 2016
- Pensonic Longevity Detox recipes book
- Nutrition Talk about “Weight Lost and Diabetes” in Pudu First Assembly of God Church
- Develop Health food menu S2 Slimming Center

### 电视与平面廣告
- Horlicks、Johnson & Johnson (泰国)、Oral-B (中国)、Mountain Dew (中国)、Tourism Malaysia (韩国)、Caltrate (香港)、Sony (亚洲)
- Bausch & Lomb、Kao Laurier、LG、DBS (新加坡)、Panadol (台湾)、Angel EZ110 Motorbike (越南)、AOWA Electrical Gas Stove (菲律宾)
- Maybank、Nestle Drumstick、ENO (新加坡)、Dubai Tower (杜拜)、Dettol (香港)、Anmum Milk Powder

### 廣告短片
- Petronas CNY 2019
- Petronas Kaamatan
- Petronas The Perfect Wedding

## 主要獎項

### 戲劇類
| 年份 | 授獎名稱               | 獎項       | 作品名稱 | 角色 | 結果 |
| 2019 | 第三十届马来西亚电影节 | 最佳女主角 | 《姐妹》 | 美思 | 提名 |
| 2019 | 吉隆坡影评人协会       | 最佳女主角 | 《姐妹》 | 美思 | 獲獎 |

### 选美類
| 年份 | 授獎名稱                      | 獎項         | 結果 |
| 2005 | 马来西亚ASTRO国际华裔小姐竞选 | 亚军         | 獲獎 |
| 2005 | 马来西亚ASTRO国际华裔小姐竞选 | 完美体态小姐 | 獲獎 |
| 2005 | 马来西亚ASTRO国际华裔小姐竞选 | 优雅小姐     | 獲獎 |

### 运动類
| 年份 | 授獎名稱            | 獎項 | 結果 |
| 2005 | 北京頭文字D漂移女郎 | 季军 | 獲獎 |

## 感情生活
林佩琦在2010年拍摄《血蝴蝶》与袁锦伦结缘并交往，爱情长跑了8年，终于在2017年12月锦纶向她求婚，两人于2018年2月28日正式结婚。